# Concaaf
Concaaf (Latijn: 'cavus', leeg of hol) is een ander woord voor hol, tegenovergesteld aan convex (bol).
Voorbeeld: de concave kant van een schaal is de binnenkant; de buitenkant noemen we de convexe kant.
'Concaaf' en 'convex' komen ook vaak terug in wetenschap en techniek, bijvoorbeeld in de optica en in grafieken. Zo kent men concave en convexe lenzen en spiegels.

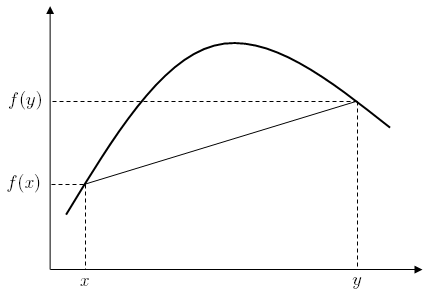
Grafiek van een concave functie f

In de wiskunde heet een functie {\displaystyle f} concaaf, als de functiewaarde in een punt tussen twee punten {\displaystyle x} en {\displaystyle y} boven de verbindingslijn van {\displaystyle (x,f(x))} en {\displaystyle (y,f(y))} ligt, dus als voor alle {\displaystyle x,y} en voor alle {\displaystyle a} met {\displaystyle 0\leq a\leq 1} geldt dat 
{\displaystyle af(x)+(1-a)f(y)\leq f(ax+(1-a)y)}
Van een functie {\displaystyle f} wordt gezegd dat deze convex is als de tegengestelde functie, {\displaystyle -f}, concaaf is. Concaaf en convex zijn dus niet tegengesteld aan elkaar, in de zin dat convex een ander woord is voor niet concaaf. Veel functies zijn met deze definitie noch convex, noch concaaf.